# Csipet csapat – Nagy fába kis fejszét
A Csipet csapat – Nagy fába kis fejszét (eredeti cím: Chip 'n' Dale: Trouble in a Tree) egy 2005-ben megjelent színes, Chip és Dale rajzfilmekből összeállított DVD-film.

## Szereposztás
| Szereplő     | Eredeti hang    | Magyar hang                  |
| ------------ | --------------- | ---------------------------- |
| Dale         | Dessie Flynn    | Kerekes József Lippai László |
| Chip         | Jimmy MacDonald | Vándor Éva Szokol Péter      |
| Donald kacsa | Clarence Nash   | Bolba Tamás                  |

## Rajzfilm összeállítás
| #  | Év   | Cím                  | Forgatókönyvet írta         | Zenét szerezte | Forrás |
| -- | ---- | -------------------- | --------------------------- | -------------- | ------ |
| 1. | 1953 | Mogyoróért dolgozni  | Nick George és Roy Williams | Oliver Wallace | [ 1 ]  |
| 2. | 1950 | Out on a Limb        | Bill Berg és Nick George    | Joseph Dubin   | [ 2 ]  |
| 3. | 1951 | A pöttöm pattogtatók | Bill Berg és Nick George    | Oliver Wallace | [ 3 ]  |
| 4. | 1949 | Játékbarkácsolók     | Harry Reeves és Milt Banta  | Paul J. Smith  | [ 4 ]  |
| 5. | 1948 | Three for Breakfast  | Nick George                 | Oliver Wallace | [ 5 ]  |
| 6. | 1952 | Donald almái         | Bill Berg és Nick George    | Joseph Dubin   | [ 6 ]  |
| 7. | 1954 | Sárkánykaland        | Nick George és Roy Williams | Oliver Wallace | [ 7 ]  |
| 8. | 1949 | Téli tartalék        | Bill Berg és Nick George    | Oliver Wallace | [ 8 ]  |